# Bidens flagellata
Bidens flagellata là một loài thực vật có hoa trong họ Cúc. Loài này được (Sherff) Mesfin mô tả khoa học đầu tiên năm 1984.